# Ciu Enlai

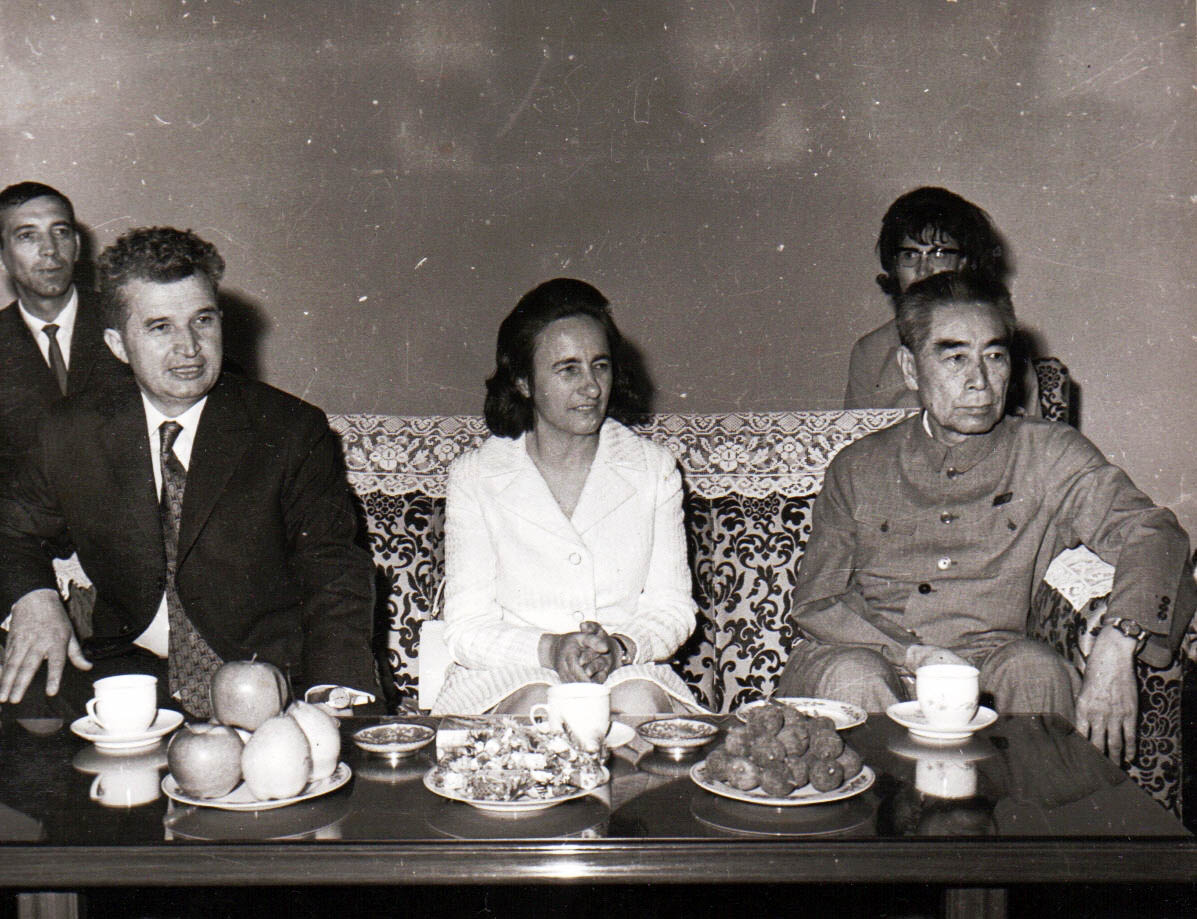
Vizita oficială a lui Nicolae Ceaușescu și a Elena Ceaușescu în Republica Populară Chineză. Vizita protocolară la Ciu Enlai - iunie 1971

Ciu Enlai (în chineză: 周恩來; pinyin: Zhōu Ēnlái; n. 5 martie 1898, Huai'an District⁠(d), Jiangsu⁠(d), Dinastia Qing – d. 8 ianuarie 1976, Beijing, Republica Populară Chineză) a fost un politician comunist chinez. A fost, printre altele, ministru de externe (1949-1958) și premier al Consiliului de Stat chinez (1949-1976).